# 牡敦客运专线
牡敦客运专线，正式名称为沈佳高铁敦牡段，是中华人民共和国吉林省延边朝鲜族自治州敦化市至黑龙江省牡丹江市之间的一条高速铁路，是沈佳高速铁路的重要组成部分，也是沈佳高铁最后一段未开工的线路。线路起自吉林省延边州境内的敦化南站，终至黑龙江省牡丹江市的牡丹江站，与已建成的敦白段和牡佳段贯通运行，全长约192千米，设计时速250千米/时，总投资约200亿元，目前处于规划阶段，预计2026年开工建设。

## 历史
2020年9月，项目前期工作正式启动，并于2023年列入国铁集团勘察设计计划。
2024年7月中旬，中国铁路设计集团正式对本线路进行勘测。